# Who's Minding the Store?
Who's Minding the Store? is een Amerikaanse filmkomedie uit 1963 onder regie van Frank Tashlin.

## Verhaal
Norman Phiffier heeft een oogje op de mooie, rijke Barbara Tuttle. Haar moeder is daar niet gelukkig mee. Ze biedt Norman daarom een baan aan in een van haar warenhuizen en vraagt de winkeldirecteur om hem een reeks onmogelijke taken te geven. Op die manier hoopt ze haar dochter aan het verstand te brengen dat Norman een stoethaspelende kluns is.

## Rolverdeling
| Acteur            | Personage          |
| ----------------- | ------------------ |
| Jerry Lewis       | Norman Phiffier    |
| Jill St. John     | Barbara Tuttle     |
| Ray Walston       | Mijnheer Quimby    |
| John McGiver      | John P. Tuttle     |
| Agnes Moorehead   | Phoebe Tuttle      |
| Francesca Bellini | Shirley Lott       |
| Peggy Mondo       | Worstelaarster     |
| Nancy Kulp        | Emily Rothgraber   |
| John Abbott       | Mijnheer Orlandos  |
| Isobel Elsom      | Hazel              |
| Kathleen Freeman  | Mevrouw Glucksman  |
| Fritz Feld        | Irving Cahastrophe |
| Milton Frome      | François           |
| Mary Treen        | Klant              |
| Dick Wessel       | Verkeersagent      |